# Svalöv
Svalöv är en tätort och centralort i Svalövs kommun, som är belägen i Skåne län.

## Historik
Före järnvägen fanns två kyrkbyar i nuvarande Svalöv omkring Svalövs kyrka och  Felestads kyrka
Svalöv växte efter anläggandet av Malmö-Billesholms Järnväg (MBJ), som invigdes 1886. Järnvägen förstatligades år 1896 för att ingå i den statliga Västkustbanan. År 1886 inledde Sveriges utsädesförening sin växtförädlingsverksamhet i Svalöv i det som idag är Hjalmar Nilssons park. Idag bedrivs växtförädlingen vidare av Lantmännen Lantbruk som förädlar stråsäd, oljeväxter och vall under varumärket Lantmännen.  

### Expansion 1900-1930
Svalöv expanderade främst i början av 1900-talet fram till 1930-talet. Svalövs järnvägsstation från 1886 är naturligtvis en central byggnad i Svalövs historia.  I de centrala delarna uppfördes flera villakvarter med putsade fasader eller i tegel. Även arbetarlängor uppfördes som vid Kvarngatan och Gjutaregatan. Här finns också flera pampiga tegelbyggnader som format Svalövs karaktär, t.ex. Svalövs hotell (1892), Svalövs bibliotek, Svalövs samrealskola (1926), biografen Palladium (1937) numera Kulturhuset, ligger centralt belägen längs Svalegatan. Svalöfs gymnasium, samt Kvarnhuset och Mellanhuset (1923) som är ett dominerande inslag i centrala Svalöv. Svalövs samhälle är präglat av ”sin egen arkitekt” Måns Eriksson, som verkade här fram till 1950-talet. Vanligast är gedigen tegelarkitektur i rött tegel med dekorativ mönstermurning och höga taklutningar.  
Svalöv är ett tydligt exempel på 1800-talets stationssamhällen starkt präglat av den omgivande rika jordbruksbygden. Svalövs naturliga centrum har under årens lopp utgjorts av Svalegatan där kommersiell service i form av butiker har utvecklats.

### 1950-talet
1955 omfattande Svalövs storkommun 4127 hektar och hade en folkmängd den 1 januari 1955 av 2843. Kommunens invånare hade 1955 sin huvudsakliga utkomst av industriföretagen och växtförädlingsanstalterna i kommunen. De båda sistnämnda, Sveriges utsädesförening i Svalöv och Föreningen för växtförädling av skogsträd i Ekebo, Källstorp, som utåt har gjort namnet Svalöv mest känt. De båda anstalterna angav också karaktären av landskapet inom kommunen - i södra delen dominerade den goda åkerbruksjorden, i den norra delen började skogsbruket. Sveriges utsädesförening  nya förädlade sorter salufördes av ett särskilt företag, Allmänna Svenska Utsädes AB, som dessutom drev en kvarnrörelse. Företaget hade cirka 200 anställda. Det största företaget i kommunen är 1955 Cebe AB, ett dotterföretag till ASEA med tillverkning av armatur som största produkt. Detta bolag hade då nära 300 anställda. Per Bondessons lantbruks AB med ett 50-tal anställda hade svinuppfödning och mejerihantering på sitt program. Vidare hade Sydsvenska Kraft AB distriktskontor på platsen och har här även ett dotterföretag, Svalöfs Kraft AB, för distributions- och installationsverksamhet.  
Byggnationen under tiden efter andra världskriget åren hade varit mycket livlig och satt sin prägel på kommunen och den kommunala verksamheten. Sedan år 1945 har uppförts ungefär 80 egnahem och i flerfamiljshus har tillkommit 120 lägenheter. Bostadsbebyggelsen som tillkom under 1950-talet präglar Svalöv med sina stora grönskande trädgårdar omgärdade av frodiga häckar.  Den övervägande för byggnation avsedda marken inom den stadsplanelagda delen av Svalövs samhälle ägdes då av kommunen.
Svalövs storkommun  byggde under dess år: Tandpoliklinikbyggnad med lokaler även för kommunalkontor, arbetsförmedling och distriktssköterskemottagning med bostadslägenheter , pensionärshem med 16 lägenheter , bostad och mottagningslokaler för provinsialläkare  samt  1954 centralskolan med 8 lärosalar. Byggnad för polis (polisen var kommunal då), sjukkassa, apotek, telestation, mödra- och barnavårdsstation samt ledningscentral för civilförsvaret. Reningsverk och idrottshall och  byggdes också på 1950-talet. En planerad simhall blev inte byggd. Kommunen inkomst 1955 var 115000 skattekronor, vilket motsvarar 40 skattekronor per invånare. Utdebiteringen till kommunen utgjorde 7 kr, alltså i genomsnitt 280 kronor per person.

### 1970-talets ombyggnad av centrum
När kraven på samhällsservice ökade beslutade kommunen att bygga ett nytt centrum. I slutet på 1970-talet stod så Svalövs centrum klart med ett nytt kommunhus, vårdcentral, apotek, post, bowling, bank och affärslokaler.

### Svalövsbostäder
Stiftelsen SvalövsBostäder bildades 1952 vid storkommunreformen och vid kommunsammanslagningen 1969 införlivades Stiftelsen Teckomatorpshem och Stiftelsen Kågerödshem. Den 1 januari 1995 ombildades Stiftelsen SvalövsBostäder till aktiebolag och därmed följde namnbyte till AB SvalövsBostäder. Första huset i företagets regi uppfördes 1952-1953. Det var fastigheten på Fridhemsgatan 5 i Svalöv. Därefter följde Möllegatan 4 (1954), Centralgatan 2 (1956), Möllegatan 3 (1957). Mellan åren 1960-65 byggde AB SvalövsBostäder 181 lägenheter på Kvarngatan 24-30 och mellan åren 1969-73 byggdes 187 lägenheter på Södervångsområdet. Under 1960-1980 etablerades två andra villaområden i väster, Västervång och Norrevång.
AB SvalövsBostäder har finansierat sig själv, med några få undantag i början och mitten av 1980-talet.Varvskrisen kring 1979-80 innebar stora påfrestningar med 170 vakanta lägenheter. Under 1985 tillfördes företaget ett ägartillskott på cirka 950 000 kronor för ackumulerade förluster. Under större delen av 1990-talet byggdes få bostäder. Detta berodde på en kraftig lågkonjunktur och samtidigt kraftigt minskade subventioner till bostadsbyggnationer. AB SvalövsBostäder hade inte någon nybyggnation mellan åren 1992 till 2000. Därefter har bolaget byggt 86 lägenheter, drygt hälften som nyproduktion och resterande som ombyggnad av lokaler. Bolagets fastigheter finns i tätorterna Svalöv, Teckomatorp, Billeberga, Tågarp, Kågeröd och Röstånga. Ägare till AB SvalövsBostäder är Svalövs kommun.

### Administrativ historik
Svalöv var ursprungligen kyrkby i Svalövs socken sammanväxt med Felestad i sydväst, kyrkby i Felestads socken. Efter kommunreformen 1862 ingick orten i Svalövs landskommun och Felestads landskommun. I dessa inrättades för orten 23 maj 1941 Svalövs municipalsamhälle som upplöstes med utgången av 1953. Orten blev 1971 centralort  i Svalövs kommun.
Orten tillhör Svalövsbygdens församling.

## Svalövsjön
Öster om Svalövs kyrka ligger dammen Svalövsjön, med en yta på 6,5 hektar, vid vilket ett nytt bostadsområde växt fram. Svalövsjön anlades mitt ute i åkermarken norr om tätorten. Sjön har blivit en naturlig målpunkt för promenader och ett andningshål under lediga stunder. Den är också en del av en boendemiljö i byn. Det första spadtaget  vid anläggandet togs 14 juni 2000 av kommunalråden,  Efter det första riktiga regnet i slutet av augusti kunde en liten vattenspegel skönjas i botten av det schaktade området. I mitten av november var sjönfylld. Den 14 december, exakt sex månader efter första spadtaget, genomfördes invigningen. Runt dammen finns sedan 2014 en skulpturpark med verk av konstnärerna Robert och Timsam Harding. Verken är en donation av den tidigare Svalövslantbrukaren och sedermera galleristen John-Ove Hansson.  De är alla utförda i stål, rostfritt, rostbrunt och målat. Den största, en flera meter hög kluven kolonn, benämnd The Link/Länken, är placerad Svalövs gymnasium och Fridhems folkhögskola.

## Kommunikationer
Svalöv ligger omkring 5 km norr om Riksväg 17 och har busstrafik mot bl.a. Teckomatorp, Landskrona, Billesholm och Röstånga. Västkustbanan omlades 1991 och persontrafiken upphörde. Persontrafiken återupptogs med Pågatågen i december 2021. Söderåsbanan sträcker sig mellan Åstorp och Teckomatorp via Svalöv och är en del av Godsstråket genom Skåne.

## Kommunal service

### Skolor
I Svalöv ligger Svalöfs gymnasium samt Fridhems folkhögskola som har Sveriges största internat för 190 kursdeltagare. 
Förutom dessa båda skolor hade Svalöv en samrealskola 1918-1971. Läroanstalten började som Samskola 1918 benämndes Högre folkskola 1921-1923. Skolan blev sedan Kommunal mellanskola 1923-1944 och benämndes Samrealskola 1945-1969 då skolan upphörde och ersattes av grundskolan. Skolans arkiv förvaras på Lunds landsarkiv. Slutdatum för arkivet är satt till 1971 men undervisningen slutade troligen tidigare.

#### Linåkerskola
Nuvarande högstadieskola heter Linåkerskolan . Skolan ligger i Svalövs tätort, och samlar elever från hela Svalövs kommun. Skolan arbetar med fullt utbyggd så kallad en-till-en-undervisning, vilket innebär att varje elev får en egen dator. Linåkerskolan är en kommunal grundskola i Svalövs kommun. Skolan erbjuder undervisning från årskurs 7 till och med årskurs 9 och har sammanlagt 350 elever. Skolan leds av rektor Nils Malmquist. Linåkerskolan ligger i utkanten av tätorten Svalöv i ett område med en blandning av flerfamiljs- och enfamiljshus. Eleverna kommer främst från Svalövs kommun men ett kraftig förbättrat rykte, utifrån ett hårt och strategiskt arbete, har medfört att även grannkommunernas elever söker sig till Linåkerskolan. 71,8  procent av eleverna i årskurs 9 nådde lägst målen i samtliga ämnen vårterminen 2014.  Det finns fyra klasser i varje årskurs och de är organisatoriskt indelade i fyra arbetslag som består av en klass från varje årskurs. Varje arbetslag ansvarar för ungefär 90 elever. Skolan som byggdes på 1970-talet renoverades i början av 2000 och har ändamålsenliga lokaler, känns inbjudande och har en trevlig atmosfär. Skolan har inte någon specifik profil. Däremot kan eleverna göra språkval inom en mängd olika områden och för eleverna innebär det att en viss profilering kan ske.

#### Heleneborgsskolan
Heleneborgsskolan är en F-6-skola med cirka 320 elever varav 150 elever är inskrivna på vårt fritidshem. På skolan finns också Grundsärskolan. Skolan leds av två rektorer: Heleneborgsskolan består av dels den gamla folkskolan från 1907 och dels av den ombyggda Centralskolan från mitten av 1950-talet, samt därtill helt nybyggda delar från 2012. 2012 har alltså Svalöv fått en ny, sammanhållen F6-skola, vilket innebär att låg- och mellanstadieskolan Månsabo kommer att avvecklas. 

### Förskolor
Svalövs har 4 kommunala förskolor.

#### Norrgården
Norrgårdens förskola ligger i Svalövs tätort, på villaområdet Norrevång. Förskolan har en stor och lummig utemiljö som inbjuder till många fantasifulla lekar och naturupplevelser.Norrgårdens förskola har tre avdelningar för barn i åldrarna 1-4 år och en avdelning för barn i åldrarna 4-5 år. 2004 beslutades utbyggnad av förskolan Norrgården.

#### Solstrålen
2011  I mars tog barn från avdelningen Loftet på Norrgården, Persbo och språkförskolan Skattkammaren första spadtaget till en ny förskola, Solstrålen, som nu har byggts på Kyrkvången i Svalöv. Solstrålen är en förskola med fyra avdelningar. Förskolan ligger på Kyrkvången med Svalövssjön i närheten. Miljömedvetenhet genomsyrar den Grön flagg-certifierade förskolan. Samtliga avdelningar arbetar med bland annat odlingslådor och naturens olika kretslopp.

#### Svalan
Svalan är Svalövs äldsta förskola med stora och rymliga lokaler. Skolans utemiljö gjordes nyligen om och lockar till akiviteter i alla former. Förskolan har en kulturprofil vilket innebär att den arbetar med olika tema genom sång, musik, dans, bild och berättande. 2020 arbetar förskolan med temat djur. Svalan ligger väldigt centralt, mittemot Fridhems folkhögskola. Förskolan har nära till lekplatser och bibliotek. Svalans förskola har from läsåret 2017/2018 profilerat sig som Kulturförskola, vilket innebär ett nära samarbete med kommunens kulturskola, lokal konstnär och bibliotek med mera.

#### Skattkistan
Skattkistan är en förskola i Svalövs tätort som öppnade den 30 september 2019. Förskolan ligger i samma lokaler som familjecentralen Guldkornet på Skolgatan 20 och på förskolan går barn i åldrarna 1-5 år. Den är inredd i gamla skolan Månsabo.

### Äldrevård
I Svalöv finns särskilda boende på  Solgården i Svalöv. Varje boende är hyresgäst och betalar hyra. Man möblerar med egna möbler förutom säng som ingår. Solgården är ett särskilt boende som är centralt beläget i Svalövs tätort. På Solgården finns 45 lägenheter fördelade på enrums-, tvårums- samt trerumslägenheter vilket möjliggör parboende. De flesta lägenheterna har balkong. Några har två balkonger varav en är inglasad. På Solgården finns fem avdelningar varav tre är särskilt anpassade för personer med demens diagnos.

### Idrottshallar
Båghallen i Svalöv
Hallen byggdes på 1950-talet. 2004 var den nedlagd och ett trägolv skänktes till Söderåsens folkdansgille i Kågeröd. Den har sedan renoverats och använts nu åter för träningsaktiviteter. Hallen är lämplig för motionsgymnastik, tennis, badminton, basket, innebandy, volleyboll, handboll och fotboll. I hallen finns inga bommar, linor, romerska ringar eller andra fast monterade gymnastikredskap, bortsett från ribbstolar. Mått: 40x20 meter.
Heleneborgshallen, 
Hallen invigdes 2015 som en ersättning för den gamla 60-åriga båghallen. Hallen är lämplig för dans, kampsport, gymnastik, tennis, badminton, basket, innebandy, volleyboll, handboll och fotboll. I hallen finns en läktare med plats för cirka 350 personer. Mått: 40x20 meter.

## Befolkningsutveckling
| Befolkningsutvecklingen i Svalöv 1960–2020 | Befolkningsutvecklingen i Svalöv 1960–2020 | Befolkningsutvecklingen i Svalöv 1960–2020 | Befolkningsutvecklingen i Svalöv 1960–2020 | Befolkningsutvecklingen i Svalöv 1960–2020 |
| ------------------------------------------ | ------------------------------------------ | ------------------------------------------ | ------------------------------------------ | ------------------------------------------ |
|                                            |                                            |                                            |                                            |                                            |
| År                                         |                                            |                                            | Folkmängd                                  | Areal (ha)                                 |
| 1960                                       | 1960                                       |                                            | 1 814                                      |                                            |
| 1965                                       | 1965                                       |                                            | 2 290                                      |                                            |
| 1970                                       | 1970                                       |                                            | 2 767                                      |                                            |
| 1975                                       | 1975                                       |                                            | 3 307                                      |                                            |
| 1980                                       | 1980                                       |                                            | 3 371                                      |                                            |
| 1990                                       | 1990                                       |                                            | 3 138                                      | 221                                        |
| 1995                                       | 1995                                       |                                            | 3 211                                      | 225                                        |
| 2000                                       | 2000                                       |                                            | 3 071                                      | 226                                        |
| 2005                                       | 2005                                       |                                            | 3 344                                      | 239                                        |
| 2010                                       | 2010                                       |                                            | 3 633                                      | 239                                        |
| 2015                                       | 2015                                       |                                            | 3 852                                      | 255                                        |
| 2020                                       | 2020                                       |                                            | 4 216                                      | 263                                        |
|                                            |                                            |                                            |                                            |                                            |